# Українська військова організація
Украї́нська військо́ва організа́ція (УВО) — військова революційно-політична формація, що постала 1920 року заходами старшин різних українських армій: Січових Стрільців (ідеологічно-політичний вклад), Української Галицької армії, в основному її VI Равської бригади (бойовий та організаційний елемент).
9 квітня 2015 року Верховна Рада України ухвалила закон «Про правовий статус та вшанування пам'яті борців за незалежність України у ХХ столітті» авторства Юрія Шухевича, в якому вказано перелік організацій, які визнаються таким, що боролись за незалежність України, серед них є й Українська військова організація.

## Передумови
Постала УВО з метою продовжувати збройну боротьбу за державність. У ній брали участь військовики різних політичних партій, а створенню її сприяла міжнародна і внутрішньоукраїнська ситуація: в Україні тривала партизанська боротьба, справа Східної Галичини ще не була вирішена в міжнародній політиці, і хоч два українські уряди (УНР і ЗУНР) діяли не скоординовано, однак все це підносило настрій і творило надії на майбутнє. Тоді спонтанно поставали конспіративні гуртки молоді в самій країні і за кордоном під різними назвами («Молода Україна», «Комітет Української Молоді», «Воля» тощо), які згодом зникли або увійшли до УВО.

## Створення

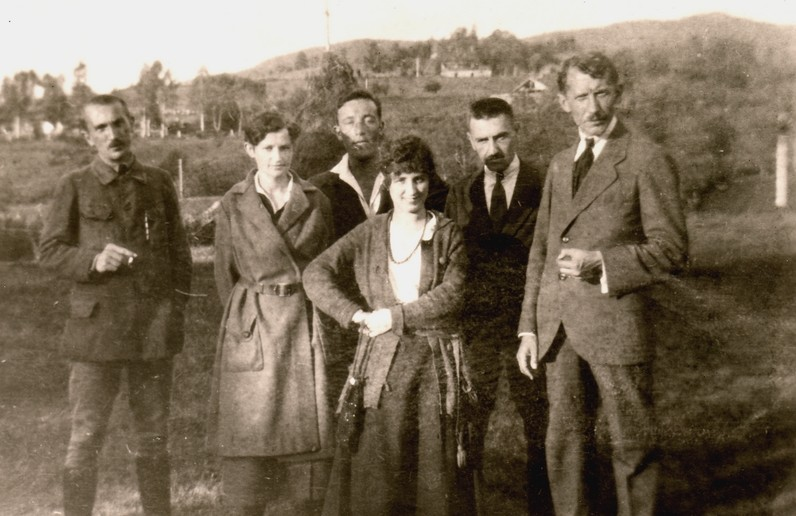
Керівники УВО з друзями й рідними. Зліва направо: Ярослав Чиж, Парасковія Чмола, Василь Кучабський, Таїсія Юрієва, Іван Чмола, Євген Коновалець. Ворохта, 1921 рік.

30 липня 1920 року у Празі відбулось останнє засідання Стрілецької Ради Січових Стрільців, на якому під керівництвом командира січових стрільців полковника Євгена Коновальця було створено Українську Військову Організацію. УВО було створено нелегально на західноукраїнських землях, що відійшли до Польщі. Зокрема, перший осередок Української Військової Організації було утворено у Львові. Перший з'їзд УВО відбувся у серпні 1920 року у Празі. На ньому було ухвалено цілий ряд постанов та завдань для УВО, які були направлені для усунення різниці між придніпрянцями та галичанами й затвердження ідеї соборности усіх земель України.
У вересні 1920 у Львові створилася тимчасова Начальна Колегія УВО (О. Навроцький, М. Матчак, Я. Чиж, Ю. Полянський і В. Целевич), яка з приїздом з-за кордону полковника Є. Коновальця (20. 7. 1921) прейменувалася на Начальну Команду (НК) на чолі з Є. Коновальцем і шефом штабу полковником Ю. Отмарштайном. В УВО були організаційно-кадрова, розвідна, бойова і пропагандивно-політична референтури. Основною територією дії УВО була Галичина, яку поділено на 13 військових округ, округи на повіти з округовими і повітовими командами (всіх 58). НК утримувала зв'язок з кожною командою окремо; до осени 1922 вони відбули три таємні конференції у Львові, де був центр УВО. Діяльність УВО в УРСР розробляв Ю. Отмарштайн, практичну роботу вів Ю. Тютюнник. Для зв'язку з повстанцями ще раніше вислано старшин І. Андруха, М. Опоку, В. Романика, Нерослика й Решетуху (перших двох убито при викритті повстанського штабу в Києві, інші загинули безвісти). Амністія 1923, політика НЕП та українізація не сприяли військовій боротьбі.
Поза українськими землями УВО утримувала експозитури під різними назвами. Найважливіші в Чехо-Словаччині (Крайова Команда), в Берліні (Закордонна Делегація УВО), у Данциґу, в Литві (Гурток українців при Литовсько-Українському Товаристві). Поставали гуртки УВО й за океаном, які стали статутовими товариствами під різними назвами і політично й фінансово підтримували УВО. Експозитури ставили собі завданням легалізувати членів УВО за кордоном, підтримувати зв'язки з чужинецькими колами, транспортувати зброю та літературу, організувати вишкільні курси.
Як військова організація, УВО лишила політику у вужчому розумінні українським урядам, але була від них незалежна, хоч свою діяльність достосовувала до їх дипломатичних заходів. Контакти з урядами у вигнанні були неофіційні і посередні: з ЗУНР через Міжпартійну Раду або Делеґатуру ЗУНР у Львові, з УНР — тільки через військові кола.

## Діяльність
У діяльності УВО можна розрізнити два періоди: революційно-військовий (1920—1922) і революційно-політичний (1922—1931). УВО здійснила реєстрацію військовиків, оформила їх в організовані формації, при чому ударною силою на випадок війни мали бути українські інтерновані частини в Чехо-Словаччині та формовані з полонених в Італії. Збирано й магазиновано зброю, частково куповано її за кордоном. 1922 року виник ситуативний союз УВО, уряду ЗУНР в екзилі та спецслужб УСРР. Метою було підготувати ґрунт для повстання в Східній Галичині із залучення колишніх вояків УГА з Чехословаччини та збройних частин галичан у складі Червоної армії.
Упродовж 1922 року бойовики УВО вели широку диверсійну діяльність. На західноукраїнських землях здійснено 38 саботажно-диверсійних актів на залізничному транспорті. Спалено військові склади біля Перемишля; на шляху Львів-Бібрка пошкоджено системи телеграфно-телефонного зв’язку, здійснено 8 спроб підриву залізничної колії, спалено приміщення поліції в Яворові, Городку, Угневі, Судовій Вишні. Цього ж року виконано 20 замахів на «зрадників» і польських посібників, 10 – на поліцейських та їхніх агентів, 7 – на польських військовиків. Серед замахів найголовніші були за атентат 26.9.1921 С. Федака на маршала Ю. Пілсудського і воєводу О. Ґрабовського у Львові та за вбивство 15.10.1922 українського кандидата до сейму С. Твердохліба. Бойовики УВО також здійснили 5 вересня 1924 року невдалий замах на президента Польщі Станіслава Войцеховського.. Для підтримки діяльності партизанських груп у Польщі у прикордонній смузі на території сусіднього УСРР було розміщено десять таборів під виглядом сільськогосподарських підприємств (комун), створено запаси зброї, яка активно переправлялася в Галичину. До Польщі відправляли радянські диверсійні загони. Найвідомішим з них був загін (50 чол.) колишніх чотарів УГА Степана Мельничука (так звана «Червона дванадцятка»).
Протягом 1922 р. польська поліція затримала близько 20 тис. українців. За словами дослідника того періоду Володимира Мартинця, було «заарештовано весь актив УВО, що не встиг перебратися за кордон або укритися в краю. За цього удару УВО ще в 1923 р. не могла опам'ятатися»; полковник Коновалець та дехто з НК виїхали за кордон, команду у Львові перебрав Андрій Мельник. Конференція в Оліві біля Данціґу на початку зими 1923 реорганізувала УВО, створивши НК тимчасово в Берліні й Крайову Команду у Львові. Тоді ж остаточно відмежовано УВО від ЗУНР. Після рішення Ради амбасадорів 15.3.1923 уряд ЗУНР втратив міжнародний статус, президент Є. Петрушевич хотів далі боротися з Польщею, спираючись на УРСР. Більшовики обіцяли допомогу, але вимагали повністю підпорядкувати УВО Петрушевичеві й усунути Є. Коновальця. Це викликало внутрішню кризу в УВО, що тривала майже два роки. Більшість членів УВО відстоювала соборницький принцип НК УВО, але деякі галицькі старшини висловлювалися за політику Петрушевича, відбувши окрему нараду 1925 в Ужгороді. Перемогла НК УВО, опозицію виключено. Вона оформилася 14.5.1926 в ЗУНРО (Західно-Українська Національно-Революційна Організація) і почала видавати неперіодичний орган у Берліні «Український Революціонер» (1926—1929). Ця організація не знайшла відгуку на рідних землях і незабаром занепала.
Першим закордонним партнером Української військової організації була Литовська держава, що постала завдяки революції та визвольній боротьбі 1918 року.
Ініціатором співпраці литовської влади з УВО був Юозас Пуріцкіс, котрий у 1920—1921 роках був міністром закордонних справ Литви. Офіційно Литва та Польща до 1926-го перебували у стані війни, а після перемир'я лише 1938-го встановили дипломатичні зв'язки. Литовські політики вважали, що співпраця з УВО пришвидшить повернення Вільнюса до складу їхньої країни. У публічних заявах вони неодноразово наголошували на державній незалежності Західної України.
1925 року Євген Коновалець разом з Осипом Думіним уперше відвідав Литву, де встановив живий контакт із представниками Спілки стрільців Литви. Від цього часу у місті Каунас діяло постійне представництво УВО, яке очолював Іван Рев'юк, псевдо «Бартович». Тоді ж було домовлено про постачання УВО інформації військового характеру для литовського воєнного командування. Завдяки допомозі групи УВО у Ґданську того ж таки 1925 року литовцям вдалося успішно переправити два підводні човни, куплені в Німеччині. Маючи інформацію про розташування польських морських сил, литовські моряки успішно доправили субмарини до литовського порту. Наступного 1926 року литовське командування отримало від УВО інформацію про дислокацію польських військ на польсько-литовському кордоні, завдяки чому викрило планований поляками військовий наступ. Одночасно Євген Коновалець попередив британський та німецький уряди про плани поляків, і таким чином військовий конфлікт було нейтралізовано. УВО натомість отримувало дипломатичну підтримку литовської влади — контакти, документи, фінансову допомогу.
УВО поступово перебирала і політичне виховання. Найперше створила Політичну Колеґію при НК у Львові; з 1.1.1927 почала видавати власний орган «Сурма» (наклад 10 000, було окреме видання для Америки), що друкувався в Берліні, а згодом у Литві. УВО користувалася для зовнішньої інформації журн. «Osteuropäische Korrespondenz» у Берліні, на рідних землях фінансувала «Червону Калину», відновила й підтримувала «Літературно-Науковий Вісник», закупила уділи в новозаснованій газеті «Новий Час», яку протягом 1924—1926 рр. за дорученням проводу УВО редагували Д. Паліїв і М. Матчак.

## ОУН
Основна стаття: Організація українських націоналістів

Члени УВО-ОУН, страчені польською владою.

Внаслідок унеможливлення збройної боротьби, репресій влади й діяльності опозиції, відновлення українських політичних партій тощо, старшинські кадри УВО в середині 1920-х років пішли в легальне суспільне й політичне життя. Політичні й ідеологічні розбіжності серед членів УВО посилилися з появою ОУН. Почався наплив молодшого елементу, ідейного, жертовного, але недосвідченого. Молоді кадри вишколювано на курсах у Карпатах, у Чехо-Словаччині, в Німеччині й Данціґу. Крайовими комендантами були представники старшинських кадрів (А. Мельник, Я. Індишевський, Ю. Головінський, О. Сеник, Р. Сушко, В. Горбовий), щойно з 1928 в крайовій команді почали з'являтися невійськовики-бойовики. Останнім крайовим комендантом був Б. Гнатевич (1931). Замість військово-організаційної роботи, УВО перейшла на бойову акцію, далі відбувалася перебудова УВО не за військовою традицією, а за потребами бойової конспіративної організації. Бойова діяльність, відома тільки з процесів, залишилася частково таємною. Найвідоміші акції: експропріація державних грошей (під Богородчанами, Калушем), напади на пошту у Львові, під Печеніжином і Бірчею, у Трускавці, а також у Польщі — в Сьремі (Познанщина); атентати: на президента Польщі С. Войцєховського у Львові 5 вересня 1924, на шкільного куратора С. Собінського у Польщі 19 жовтня 1928, на антиукраїнське «Слово Польське» («Slowo Polskie») 1926 у Львові. Перестрілка з поліцією під собором святого Юра 1 листопада 1928, під час якої поранено кільканадцять поліцаїв: у день святкування 10-ї річниці проголошення ЗУНР, відбулася панахида, зібралося близько 10 тисяч осіб, члени УВО підняли жовто-блакитний прапор, виступили з антипольською промовою, почалися зіткнення між демонстрантами і поліцією, увечері польські націоналісти розпочали погроми: влаштовано розгром у будинках українських установ «Просвіти», «Ставропігії», «Дністра»; у свою чергу проти ночі з 1 на 2 листопада бойовики «УВО» підклали бомбу під польський пам'ятник «обронців Львова» у львівському передмісті Персенківці. Напад на Сх. Торги у Львові 1929. Останнім атентатом, організованим без відома Крайової Команди з ініціативи окремих молодших членів УВО, було вбивство посла Т. Голувка 29 серпня 1931. Саботажної діяльності УВО не вело, її розгорнула молодь в ОУН.
На початку УВО була фінансована різними збірками, пізніше дійшли: частина фондів, вивезених Січовими Стрільцями з України, дотації уряду УНР на формування відділів, у Чехо-Словаччині, пожертва Канадського Червоного Хреста та інші пожертви заокеанської еміграції; допомога від українських фінансових установ за посередництвом С. Федака; гроші, здобуті в експропріаціях. Литовські урядові й військові кола підтримували друк і транспорт «Сурми» й інших матеріалів УВО, допомагали видачею паспортів для членів УВО та фінансовими дотаціями. Німецькі військові кола покривали кошти курсів, допомагали в транспорті осіб і матеріалів, але з умовою, щоб бойова та пропагандивна діяльність була спрямована тільки проти Польщі, а не проти СРСР; Центр УВО уникав таких зобов'язань.
УВО підтримувала принагідні зв'язки з чужими урядовими чи півурядовими колами у справі екзилю, контактів з студентськими й ін. організаціями. Різні чужі установи жадали від УВО розвідчої співпраці, але вона принципово відмовлялася, хоч окремі її члени подібні контакти могли мати. Проте власна розвідка для внутрішнього вжитку була організована зразково. НК не мала жодних контактів з радянськими колами, такі зв'язки підтримувала опозиція, за що її виключено з УВО.
В середині 1920-х років на УВО почали орієнтуватися націоналістичні гуртки і визначніші особи, що не погоджувалися з партійною практикою і відкидали всяку орієнтацію на окупантів. Так само до УВО приставала революційна молодь. Коли 1926 — 29 почала формуватися Організація Українських Націоналістів (ОУН), УВО вжила її як русло для молодих кадрів, зберігаючи за собою керівні пости цієї політично-ідеологічної формації. На чолі Проводу Українських Націоналістів (ПУН) став Євген Коновалець, начальний командант УВО. Однак УВО не ліквідувалася, зберігаючи ще якийсь час свою окремішність і НК та видаючи «Сурму» до кінця 1934. Вона існувала не тільки символічно, але й фактично, як резерв на випадок потреби бойових виступів. Ані УВО, ані її НК ніколи не ліквідувалися якимось формальним актом чи заявою, а вигасли через бездіяльність, а її практичну діяльність перебрала ОУН.

## Використання назви «Українська військова організація» у 21-му столітті
Перший збір нової «Української військової організації» відбувся у Києві 14 вересня 2014 року. В організації представлені всі регіони України.
Відроджена Українська військова організація провела збори, в яких взяли участь 140 представників «самооборони», територіальних батальйонів, волонтерських організацій з усіх областей України.
На цих зборах були прийняті наступні рішення:
- Створити 3 центри підготовки інструкторів для територіальної оборони та партизанського руху, а саме у Львові, Харкові та Дніпрі, з наступними напрямами підготовки: парамедики, снайпери, гранатометники, тактична підготовка, вогнева підготовка, саперна підготовка.
- Провести семінари по регіонах з питань організації громадських кампаній для «тиску» на владу, залученню благодійної допомоги для волонтерських організацій.
- Створити інформаційне агентство із залученням журналістів, психологів, істориків, фахівців з реклами для протидії російській пропаганді і впровадженню пораженських ідей в українському інформаційному просторі.[8]

1 серпня 2015 року у Києві відбувся установчий з'їзд Української Військової Організації під проводом Організації Українських Націоналістів, у яких взяли участь офіцери та добровольці — учасники АТО. Головою УВО обрано Бориса Гуменюка, поета, колишнього заступника командира Добровольчого батальйону ОУН. 18 серпня ця організація офіційно зареєстрована під назвою «Українська військова організація — ОУН» (скорочено УВО-ОУН). [Архівовано 21 серпня 2016 у Wayback Machine.]
28 вересня відбулися другі збори УВО в Києві в Українському домі.
Також було зазначено, що з 4 по 26 жовтня відбудуться збори УВО у 8 областях України, зокрема у таких містах: Київ, Дніпропетровськ, Запоріжжя, Чернігів, Одеса, Львів, Івано-Франківськ, Харків, Полтава.

### Рота «УВО»

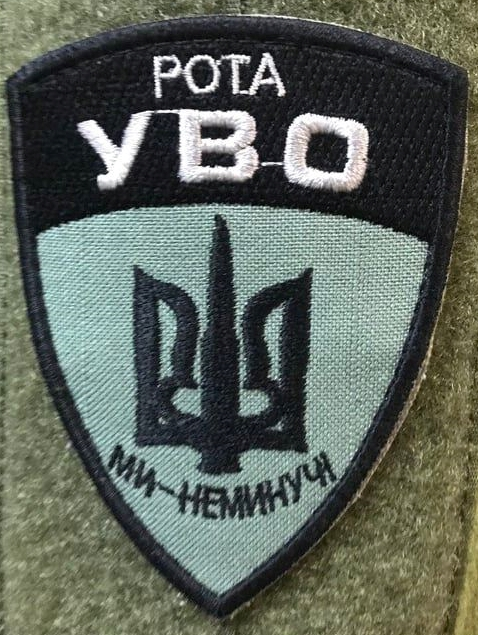
Шеврон роти УВО

У березні 2022 року в складі 126-го батальйону територіальної оборони 112-ї окремої бригади територіальної оборони (Україна) створено роту «УВО». Бійці даного підрозділу виконували завдання по захисту Києва на східних околицях міста. Командир підрозділу — колишній матрос фрегата «Гетьман Сагайдачний» та доброволець АТО Євген Чепелянський.
Влітку 2022 підрозділ повним складом увійшов до Збройних Сил України в Окремій президентській бригаді ім. Б. Хмельницького.
З листопада 2022 підрозділ в складі ЗСУ воював на Бахмутському напрямку.
З 2025 підрозділ переформатувався в окрему роту безпілотних систем.